# Marcus Julius Gessius Marcianus
Marcus Julius Gessius Marcianus, dit Gessius Marcianus, né à une date inconnue à Arcé et mort en 218 dans la province de Syrie, est un chevalier et procurateur romain d'origine syrienne. Julie Mamée, princesse d'Émèse, l'épouse en secondes noces et leur fils Sévère Alexandre naît en 208. Il a aussi une fille d'origine inconnue, assassinée avec son mari sur les ordres de l'usurpateur Macrin 218. Selon l'interprétation d'un passage de l'Histoire romaine écrite par Dion Cassius, des historiens contemporains affirment que Gessius Marcianus est aussi assassiné sur les ordres de Macrin, mais cela est incertain et contesté par d'autres car cette partie du livre est fragmentaire.

## Éléments biographiques
Julie Mamée, princesse d' Émèse, l'épouse en secondes noces et leur fils Sévère Alexandre naît en 208. Selon Dion Cassius, Gessius Marcianus a aussi une fille, en âge d'être mariée en 218, mais il ne précise pas si elle est une demi-sœur ou une sœur d'Alexandre. Mamée, veuve d'un sénateur anonyme, l'épouse vraisemblablement pour ne pas perdre son titre de clarissime, qu'elle peut garder en épousant un homme de l'ordre équestre. Pour cela, son cousin, l'empereur Caracalla, anoblit Gessius Marcianus par adlectio. La fantaisiste Histoire Auguste affirme qu'il rêve de l'ascension de son fils « transporté au ciel sur les ailes de la Victoire, [tandis que] sa mère Julia Mamaea rêvait d'un serpent de couleur pourpre ».
A. R. Birley et Guy de La Bédoyère, qui suit la Loeb Classical Library, affirment que Gessius Marcianus est assassiné en 218 par l'usurpateur Macrin, devenu empereur en 217,. Ils se basent sur un passage de Dion Cassius, mais Andrew G. Scott note que celui-ci est fragmentaire et que les circonstances de la mort de Gessius Marcianus sont incertaines. Dion décrit seulement que sa fille et de l'époux de celle-ci sont assassinés sur l'ordre de Macrin, Martijn Icks suppose que la fin de Gessius Marcianus était détaillée dans la suite du texte.